# Ludovico Mazzanti

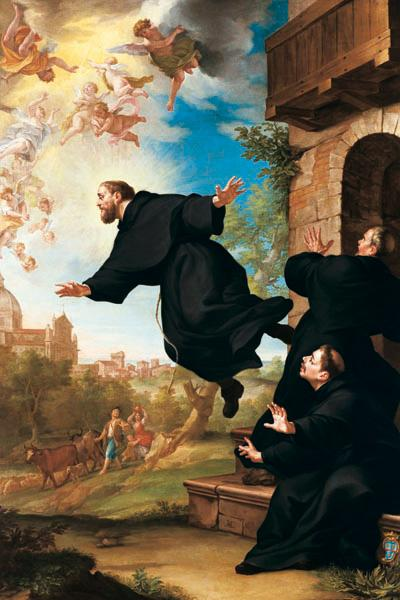
San José de Cupertino levita a la vista de la Basílica de Loreto, Santuario de San Giuseppe da Copertino, Osimo.

Ludovico Mazzanti (Roma, 5 de diciembre de 1686 – Viterbo, 29 de agosto de 1775) fue un pintor italiano.
De familia noble establecida en Orvieto, con quince años se trasladó a Roma para estudiar pintura en el taller del genovés Giovan Battista Gaulli llamado el Baciccia.
Uno de sus primeros trabajos fue el proyecto para el mosaico superior de la portada central de la fachada del Duomo de Orvieto. 
Posteriormente trabajó como fresquista en numerosas iglesias romanas y particularmente en la capilla de la Anunciación de la iglesia de San Ignacio y en el palacio Vidoni Caffarelli. Entre 1733 y 1749 residió en Nápoles donde realizó un ciclo de frescos marianos en el ábside de la iglesia de la Nunziatella. En la cercana Avellino a donde se desplazó a continuación trabajó en la abadía de Montevergine. También trabajó en Umbría, principalmente en Città di Castello donde pintó los frescos de la cúpula de la catedral, destruidos en el terremoto del 12 de enero de 1789 que dañó seriamente el templo. También aquí pintó dos retablos en el convento de la Murate.
Viajó por las Marcas y pasando por Umbría llegó a la Toscana. En la iglesia de Santa María al Pignone en Florencia se conserva un lienzo de grandes dimensiones pintado por él y son suyos los frescos existentes en el ábside de la concatedral de Santa María Asunta de Sutri.
Mazzanti recibió encargos de otros países y hay constancia del envío de obras suyas a París y a Polonia, de donde procedía uno de sus discípulos, Tadeusz Kuntz.